# 政黨政治
政党政治是指一个国家通过政党来行使国家政权的一种形式。狭义上专指政党执掌政权的活动，广义上还包括了参与国家政权的行使，以及在国家的政治生活中所处的地位和政党为实现其党纲而作出的一切活动:269。

## 政党的政治功能
政黨以不同方式进入政治过程从而通过对国家权力的运作以主导和影响政治过程。进入政治过程的方式一种是通过合法选举；一种是通过政治革命或军事政变。当政党成为执政党后，会通过控制议会和组织政府來执掌政权，从而将政党意志上升为国家意志。而在野党则会以监督或反对党的方式来影响国家政权的行使:269-270。
在现代社会，民众通过为政党工作或投票赞成自己支持的政党，來间接的影响公共政策，政党成为了表达和整合民众利益诉求的管道。同时，政党也积极传播政治游戏规则，提高民众的政治认同，从而确保政治秩序的稳定。此外，政党通过组织学习培训、参加会议等各种实践活动提高本党党员的政治能力，另一方面通过各种政治动员方式获取更大的支持，促使选民投票支持本党候选人以及本党提出的公共政策:270-271。
政党被看作是现代民主政体的强大支撑，但是政党政治的运作所造成的官僚化与寡头化也会带来反民主的倾向:271-273。不断扩大的政党发展出专业化的政党官僚来管理党务，并越来越强调领袖的作用。随之而来的是政党把自身的生存作为首要任务，而可能忽视原来的目的，民众对政党的控制也会越发困难。此外，政党的大型化也会使其决策活动损害到小社会团体和大多数公民的利益，进一步造成民众对政治的冷漠:271-273。如果没有制约，则会造成大的政治力量越来越大，小的政治力量越来越小:271-273。

## 运作机制
现代政党一旦成立后，首要的任务是通过组织和成员的扩展发展和壮大自己，也有的政党通过修改自己的意识形态或提出受到选民欢迎的政策来获取更多的支持，还有的政党则依附于某个大党，等到时机成熟再独立出来:273-274。

### 党员
政党的稳定运作需要一批积极分子并适时吸纳新成员。政党都规定了加入本党的资格条件。一般只有享有法定政治权利的公民才会成为政党的吸纳对象。各国对吸纳党员的操作方式各不相同。共产党要求加入者递交申请书，经过一段时间考察以及介绍人的介绍后，以入党宣誓的方式成为预备党员，再经过一段时间考察方成为正式党员。日本自民党则规定需要有两名党员推荐，并写申请书后，交纳一定党费才能成为党员。美国的两大党对于职业性党员的入党需要严格的手续，但是大部分一般的党员只要在选举中投该党候选人的票就成为该党党员:275-276。
党员也会失去党员资格，这可能是因为党员不遵守本党的党纲或党纪而被开除出党，或是党员自行或非自行脱党:276。

### 党费
政党的生存与发展，以及参与竞选和执政都需要经费的支持。大多数政党经费的主要来源是党员所缴纳的党费。但是仅仅党费还不能完全解决经费问题，一些政党同时采取其他办法來增加经费。例如德国和印度的政党要求其候选人要对政党倾其所有，从而大大加剧了对富人和财团的的依赖；也有政党（例如美国的政党）依靠个人与财团的捐赠；还有些国家的政党在竞选期间会得到政府一定程度的资助，例如德国和西班牙会根据政党的实力按比例补贴；社会主义国家中的共产党则在国家财政开支中有专门的政党活动经费:276。
大多数国家对政党经费的来源都有法律规定进行严格管束。在实行公开竞选的国家，一般都要求政党在竞选期间公开经费来源和使用情况，以保证选举公正:276-277。

### 选举
通过选举掌握国家权力是政党的重要目标。在选举前，各政党一般要推举出本党的候选人。一是在本党现有的领导人中提名候选人；二是由参加选举的选民预选或签署，提出初步的候选人，一般要求提出的候选人不能标明党籍；三是通过个人登记，以自荐的方式成为候选人；四是在选举时临时将未事先提名的候选人写在选票上成为候选人；五是从党外延请重要人物作为本党候选人:277-278。
为了赢得选举，政党还需要有迎合选民的政治纲领，以期能兼容更多的利益。竞选纲领一般由全党制定；多党联合参选的竞选纲领则多带有折衷调和色彩:277-278。
在候选人和竞选纲领确定后，政党会组织专门的竞选班子。竞选班子一般由公共关系专家，民意测验员、政策分析专家和法律顾问等组成。也有的政党会把竞选事务委托给专门的竞选经理人。同时，政党通过全党动员发动尽可能多的党员参与投票，候选人也往往通过演讲和会见选民的方式推销自己的政纲，提高影响力:277-278。
选举结果出炉后，议会内阁制下的政党会根据选举情况分配议会席位，获得最多席位的政党进行组阁。如果是多党联合参选，获胜的政党联盟会按照一定的比例在议会和政府中安排各政党的职位。在总统制国家，议会选举与总统选举是分开进行的，议会选举中各党按照选举结果分配议席，总统选举中获胜的政党则开始组建政府，失败的政党则成为在野党:278。

### 标志
党徽、党旗、吉祥物等各类标志是政党形象的一部分，标志亦使党外人士直观区分不同政党。